# Propolis
Propolis ali zadelavina je smolast čebelji proizvod, ki so mu že v antiki namenjali posebno pozornost. Beseda propolis je grškega izvora in pomeni pred mestom oziroma obrambo mesta. Čebele ga uporabljajo za premaz notranjih sten panja, za zadelovanje notranjih razpok in špranj, za popravilo satja, zato ga imenujemo tudi zadelavina.

## Sestava propolisa
Propolis je sestavljen iz različnih rastlinskih smol, ki jih čebele naberejo na popkih topola, breze in na drugih rastlinah. 
Nabranim smolam čebele dodajo še izloček iz žlez slinavk. Čebele dodajo smolam tudi vosek, da snov postane bolj lepljiva. Barva propolisa je od zelenorumene do temnorjave, odvisno od izvora in starosti. Pri višjih temperaturah je lepljiv, pri nizkih pa krhek ter se ob lomljenju drobi.
Kemijska vsebnost propolisa: smole in balzami (55%), vosek (30%), eterična olja (10%), cvetni prah (5%). Z natančnimi fizikalno-kemijskimi metodami so v propolisu našli še 60 različnih snovi od katerih so najbolj značilni flavoni, flavonoidi, različne organske kisline, aldehidi in druge.

## Lastnosti propolisa
Številna medicinska poročila o propolisu dokazujejo, da zavira razvoj bakterij  ali jih celo uničuje, pospešuje celjenje ran in pomaga pri zdravljenju vnetij. Pomembno je njegovo antibiotično delovanje, saj ne učinkuje samo na bakterije ampak tudi na različne viruse. Ugotovili so tudi, da učinkuje na nekatere vrste glivic. Pogosto ga uporabljajo pri revmatičnih obolenjih in za krepitev imunskega sistema. Deluje tudi kot antioksidant, zaradi česar ga uporabljajo v prehrambni, kozmetični in farmacevtski industriji. Dokazano je, da propolis pri nekaterih težavah res pomaga. Predvsem ga uporabljamo pri zdravljenju slabokrvnosti, obolenj dihal in dihalnih poti, pri vnetju dlesni in ustne votline, pri zobobolu. Pomaga pri vnetju želodčne sluznice, pri vnetju debelega črevesa, pri različnih poškodbah in obolenjih kože.
Propolis pobran iz panja ni takoj uporaben, potrebno ga je primerno obdelati s 60 do 70% alkoholno raztopino. Uporablja se v obliki raznih mazil, v obliki alkoholne ali alkoholno-etrne tinkture, pa tudi svečk.

### Antioksidantne lastnosti
V japonski študiji so primerjali različne čebelje proizvode in sicer vodno in etanolno raztopino propolisa, vodno raztopino matičnega mlečka in etanolno raztopino cvetnega prahu. Nato so jih izpostavili reaktivnim kisikovim zvrstem (ROS), kot so vodikov peroksid (H2O2), superoksidni anion (O2−) in hidroksilni radikal (•OH). Zatem so merili antioksidantne lastnosti vsakega proizvoda posebej. Izkazalo se je, da ima najmočnejše antioksidantne lastnosti propolis (in sicer vodna raztopina). Precej močen antioksidant je tudi cvetni prah, matični mleček pa nekoliko slabši.
Vendar pa je potrebno poudariti, da tu ni šlo za pravo klinično študijo, saj je bila izvedena na celičnih kulturah, tu pa so lahko rezultati precej različni, kot pri celem organizmu.
Presenetljivo je, da se je slabo odrezal matični mleček, ter tudi to, da je imela najboljše lastnosti vodna raztopina propolisa, saj se propolis izredno slabo topi v vodi, bistveno slabše kot v etanolu. 
Vseeno pa je bilo ponovno potrjeno to, kar že v številnih predhodnih študijah in sicer, da ima propolis zelo močne antioksidativne lastnosti, najmočnejše med vsemi čebeljimi proizvodi.

## Drugi načini uporabe
Propolis vse pogosteje uporabljajo pri biološkem načinu pridelovanja hrane za uničevanje rastlinskih zajedavcev in mrčesa. Uporabljajo ga tudi kot mazilo, ki rane, nastale pri obrezovanju drevja, varuje pred glivicami. Poleg tega, da propolis zažigajo kot kadilo, ga uporabljajo razredčenega v vodi tudi kot lak za zaščito lesa in za zaščito pred rjo na kovinah. Izdelovalci godal še danes uporabljajo za svoja glasbila lak na osnovi propolisa. 